# 边光显示器
边光显示器是一种显示器件，被用在早期的电子计算器、仪器仪表等之中用以显示运算结果或测量结果。其原理简单，可靠性较高，但体积庞大，显示效果较差，且功耗较高，很快被更高品质的显示器件所代替。然而值得一提的是，与其类似原理的部件依然广泛应用于生活中，下文予以介绍

## 结构

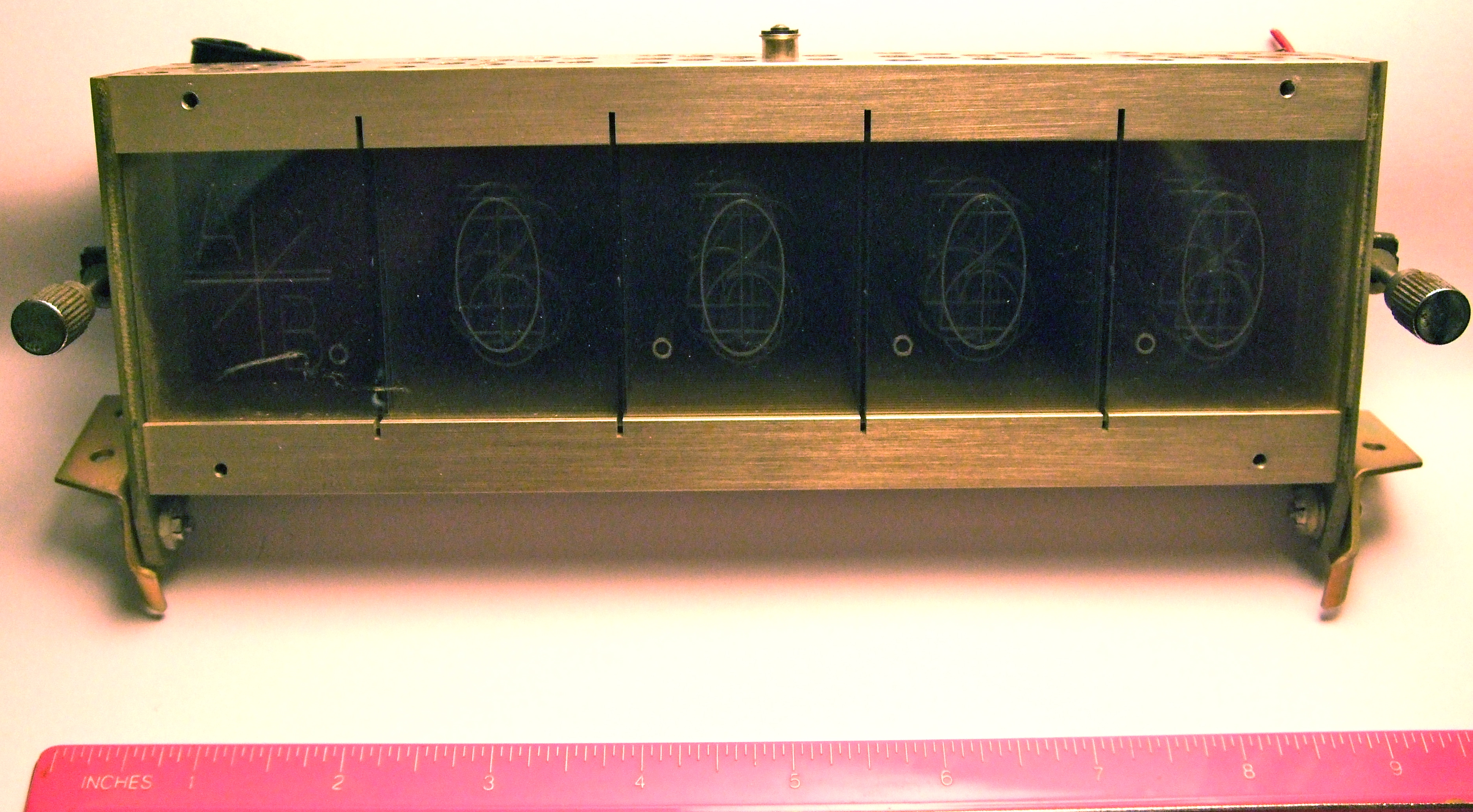
早期的边光显示器组

边光显示器构成异常简单，主要包含支架、塑料薄板、光源三部分。为保证显示效果，这里的塑料片一般为高透明度的聚丙烯材料，有时也会采用石英玻璃片。每一块塑料片（或玻璃片）上都刻有待显示的一个数字，例如0~9中的0。当从塑料片的边缘用光线照射时，存在刻痕的地方由于折射，或刻痕周围粗糙的边缘而格外明亮，刻痕所代表的字符可以清晰的显示出来，这样的若干片重叠，构成完整的边光显示器。由于制作年代不同，工艺差异，刻痕有采用打点，也有采用线条的方式。更多时候为了保证不影响重叠起来的另几块塑料片显示，往往采用打点方式。而光源较早期使用微型钨丝灯，后多使用LED照明，因而见到的边光显示器普遍以黄色为主。

## 边光显示器在现代

### 背光

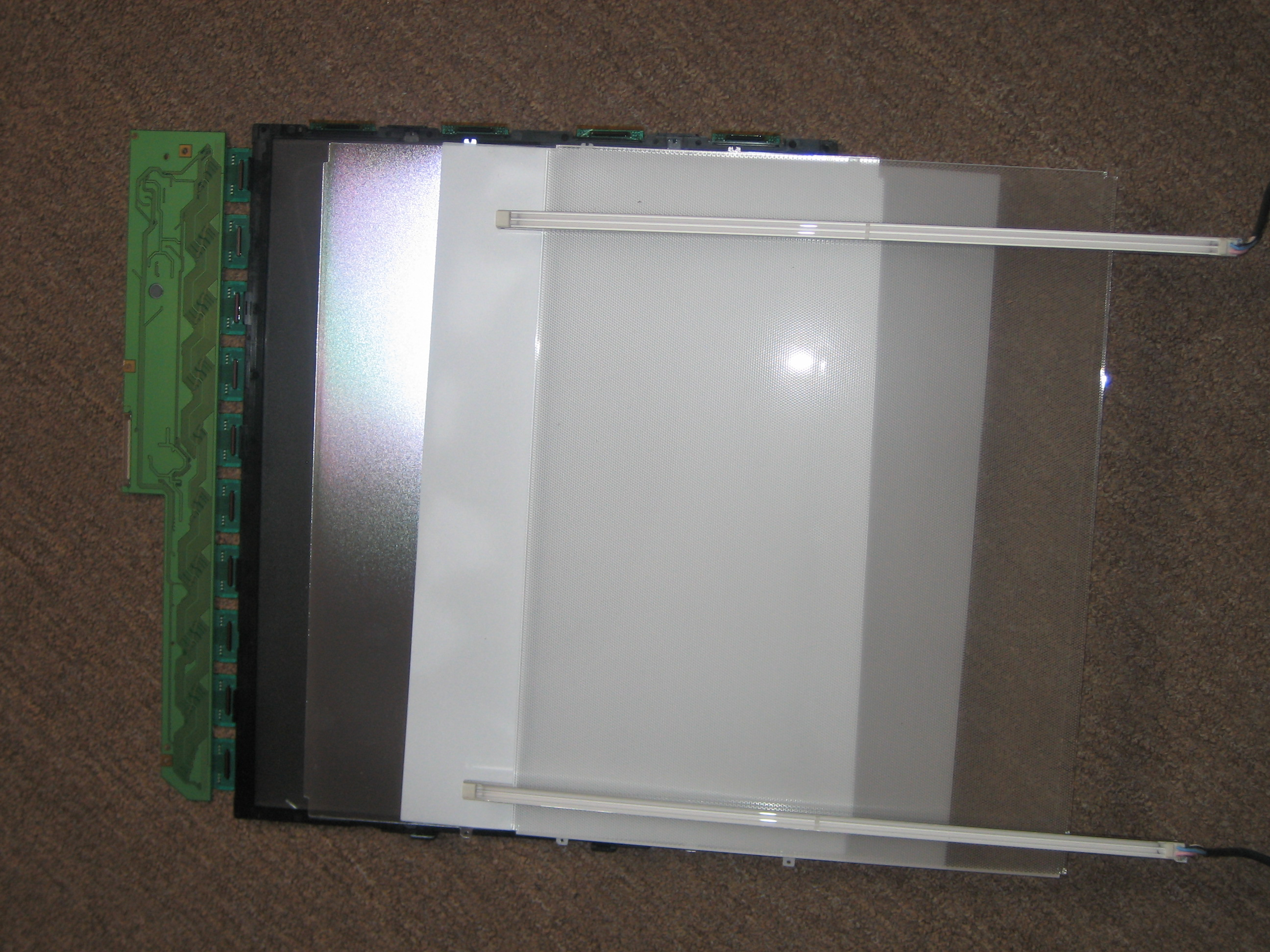
TFT-LCD的内部组件

由于液晶显示器件不具有自发光的特性，往往要在夹有液晶的玻璃板后放置一块背光元件。无论是LED背光还是CCFL背光，通常都有一块密布凹点的有机玻璃板，当有光源从有机玻璃板边缘照射时，光就会均匀分布在整个有机玻璃板表面。无论在结构上还是在原理上，都与边光显示器极其类似。

### 广告或标识
为了达到艺术宣传，人们设计了各种效果艳丽的广告，其中不乏采用边光显示器结构的设计。在有机玻璃板上刻出商标信息，从玻璃板边缘照射光线，就会得到明亮的发光字效果，这种现代的广告艺术受到很多商家的青睐。不只作为广告，也有采用类似设计的逃生指示牌等，这些设计轻便前卫，也具有装饰性。
从单纯显示字符的边光显示器，到现代宣传艺术、家用电器，跨越了半个多世纪的设计，依然服务于人们的生活；虽然形式千变万化，其灵魂未变。